# Каско-Вьехо
Каско-Вьехо (исп. Casco Viejo — «старый центр») или Каско-Антигуо (исп. Casco Antiguo — «древний центр») — исторический квартал города Панама.
В 1671 году Генри Морган разрушил старый город Панаму, основанный ещё в 1519 году. В 1673 году в нескольких километрах была основана новая Панама, существующая до настоящего времени и являющаяся столицей государства.
Административно исторический квартал относится к району Сан-Фелипе, население которого неуклонно снижается: 10282 (1990), 6928 (2000), 3262 (2010). B 2023 году там проживало всего 1258 жителей. Сан-Фелипе становится туристическим объектом.

## Всемирное наследие ЮНЕСКО
На 21-й сессии в 1997 году в список всемирного наследия ЮНЕСКО был внесён объект «Исторический район города Панама с Салон-Боливар» под номером 790, а в 2003 году 27-й сессии территория объекта была расширена со включением в него археологического объекта Панама-Вьехо.
С 2008 года комитетом рассматривались отчёты об объекте из-за беспокойств о критическом состоянии, планов строительства высотных зданий и транспортной инфраструктуры. В 2013 году миссия по мониторингу рекомендовала принять один из трёх вариантов: исключить компонент исторического района и сфокусироваться на археологическом объекте Панама-Вьехо, уменьшить зону исторического района так, чтобы его критерии одновременно удовлетворяли археологическому объекту, либо поэтапно включить компоненты в более широкий объект, включающий весь Панамский перешеек и посвящённый межокеанской и межконтинентальной торговле в течение пяти веков.
В 2018 году была внесена номинация в соответствии с третьим вариантом, которая была впервые рассмотрена на 43-й сессии в 2019 году. Номинация была рекомендована к отложению для дальнейшей работы над заявкой и планами по сохранению существующего объекта и была впоследствии рассмотрена на 46-й сессии (2024). Номинация была вновь отложена с рекомендацией Панаме установить легальную защиту нового культурного объекта, стратегию туризма и интерпретацию объекта в качестве одного целого. В итоге на 47-й сессии (2025) Комитет Всемирного наследия внёс новый объект в список, куда вошли оба компонента старого, который таким образом прекратил существование.

## Достопримечательности
- Панамский кафедральный собор — главная католическая церковь Панамы
- Площадь Независимости
- Паласио-де-лас-Гарсас — правительственное здание и резиденция президента
- Музей Панамского канала — исторический музей с экспонатами, относящимся к строительству канала
- Национальный театр — крупнейший театр страны
- Старые церкви и монастыри

## Галерея

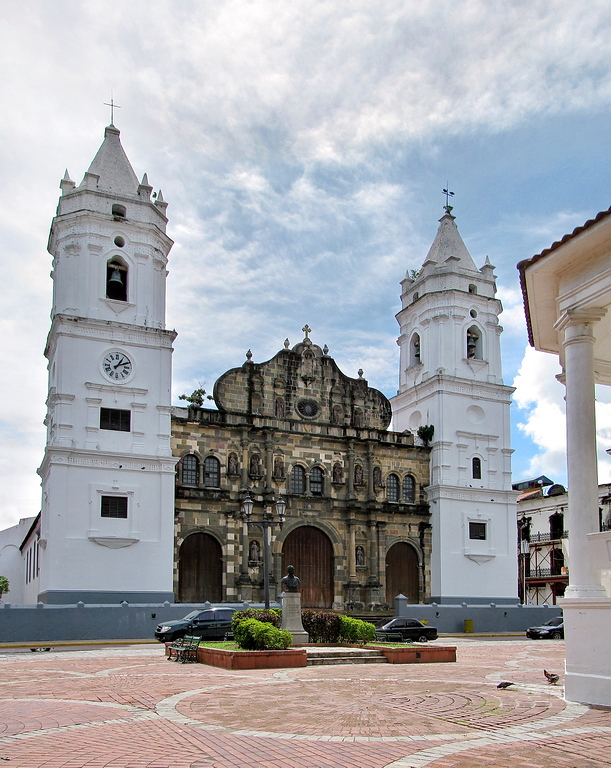
Панамский собор
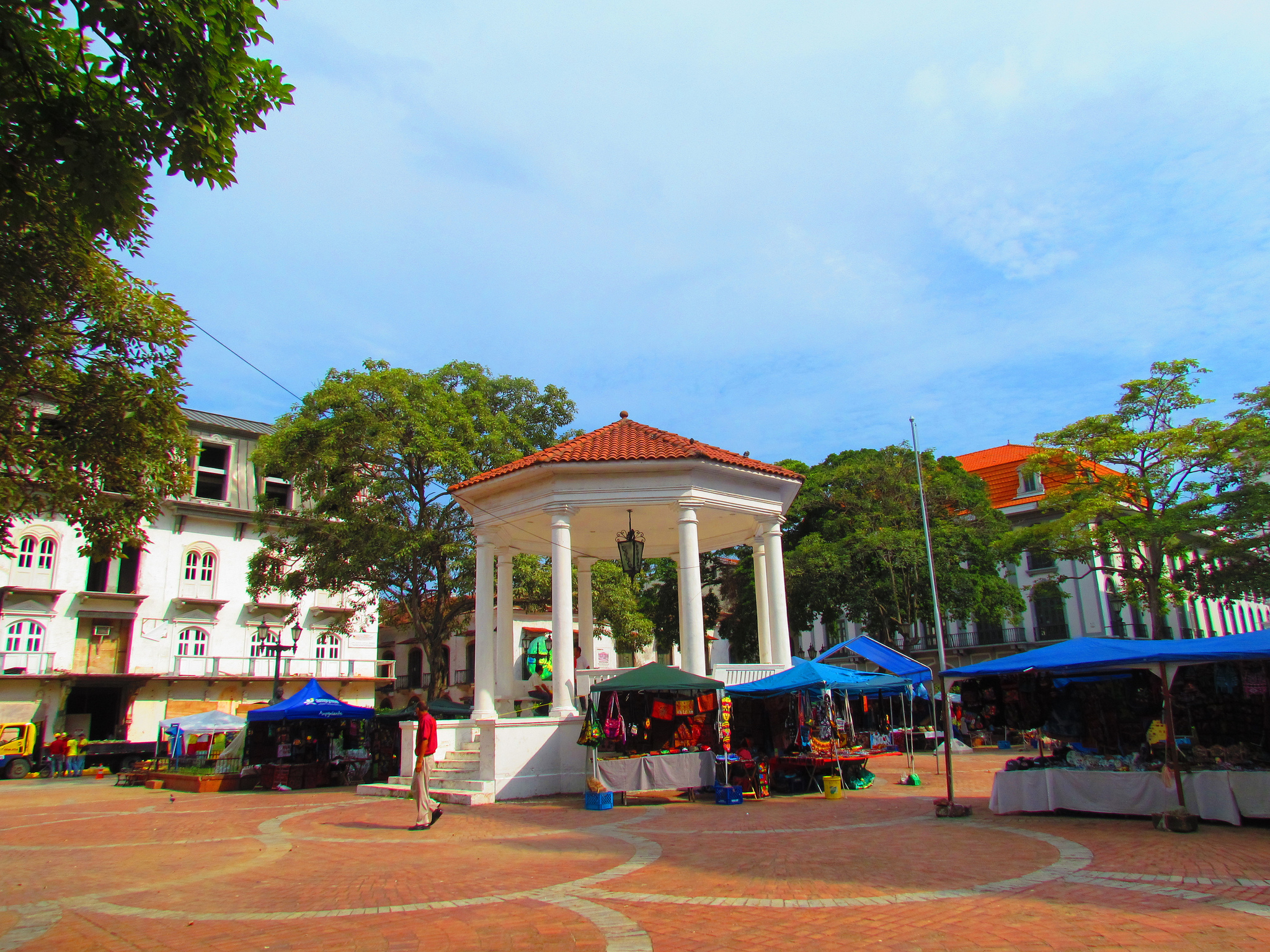
Площадь Независимости
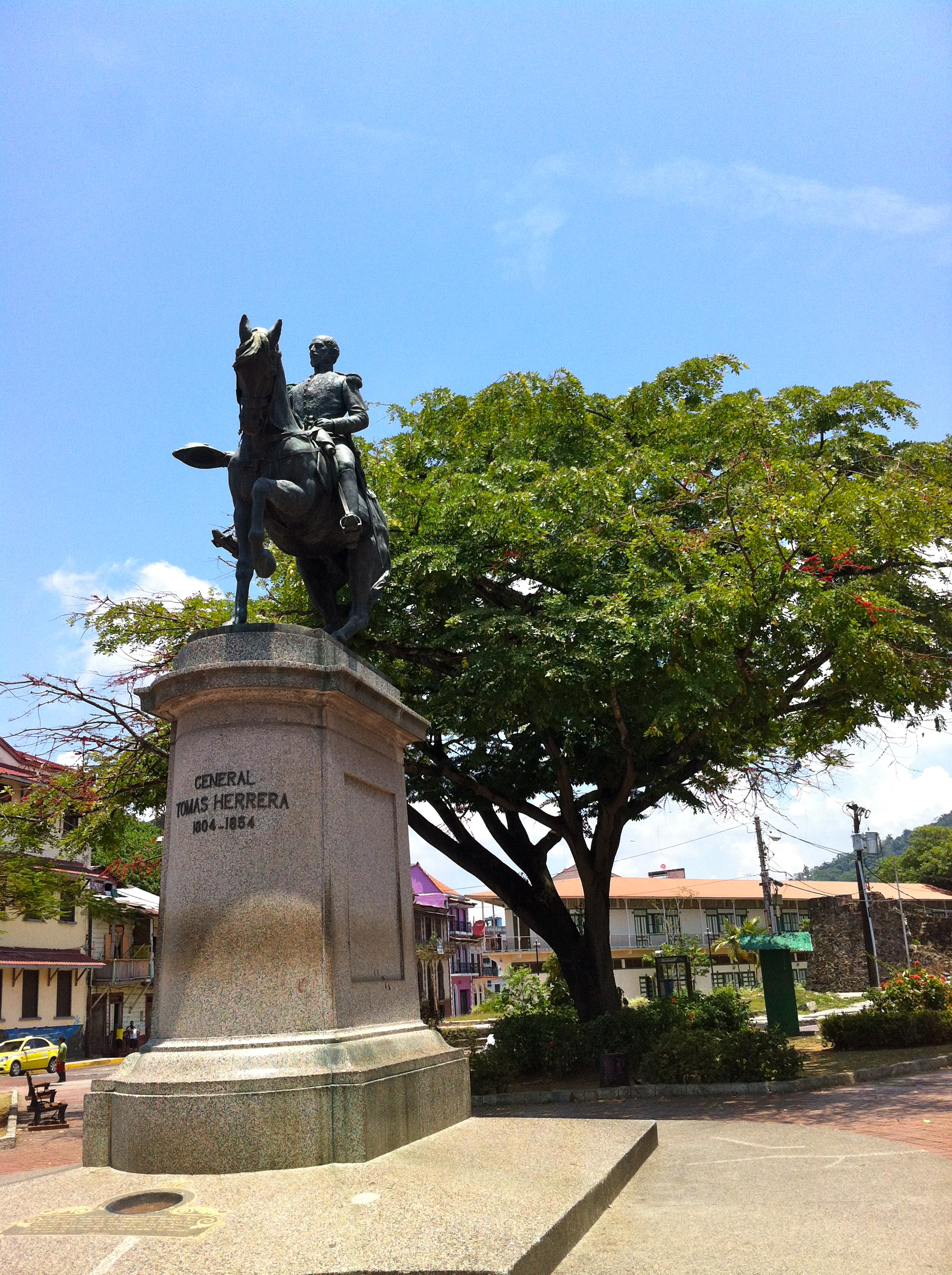
Памятник Томасу Эррере
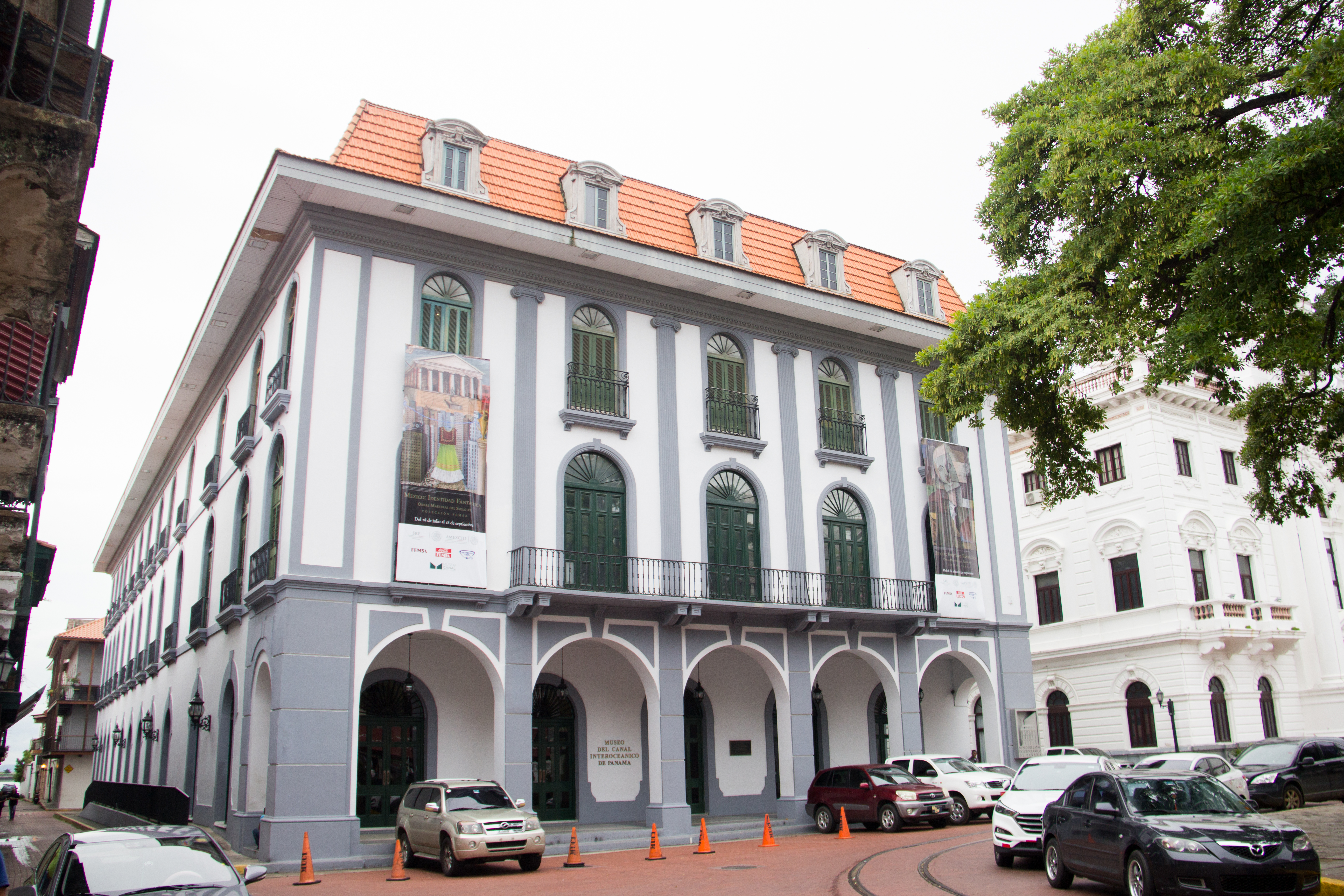
Музей Панамского канала